# Bombardement

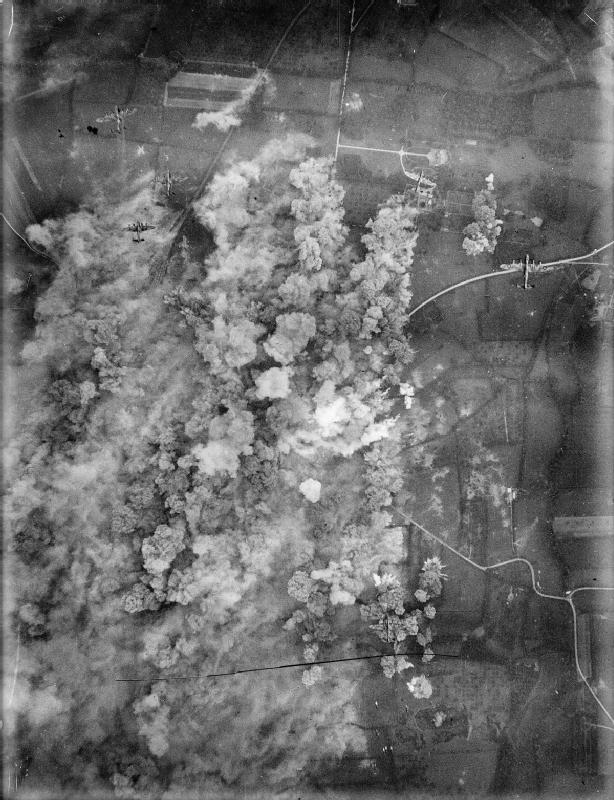
Tapis de bombes lors d'un gros raid aérien pendant la Seconde Guerre mondiale (Villers-Bocage, 30 juin 1944).

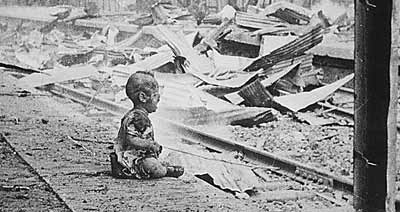
Enfant chinois pleurant dans les décombres de Shanghai après le bombardement de la ville par l'aviation navale shôwa (Japon) en 1937. Cette image apparaît dans le clip They Don't Care About Us de Michael Jackson.

Le bombardement (mot dérivé de bombarde) est une opération consistant à attaquer un objectif à l'aide d'éléments d'artillerie ou aérien (bombardement aérien), qu'il s'agisse de boulets ou de toute variété de bombe.
Les bombardements ont généralement pour objectif la destruction des défenses ou des ressources de l'adversaire, ayant un intérêt stratégique, tactique ou psychologique. Ils peuvent être terrestres (bombardement d'artillerie), maritimes (bombardement côtier) ou aériens (lâcher de bombes par des avions).

## Science
Les bombardements utilise d'abord la balistique afin de calculer la précision des tirs. L'arrivée de l'aviation y a ajouté de nombreux paramètres physiques.

## Histoire

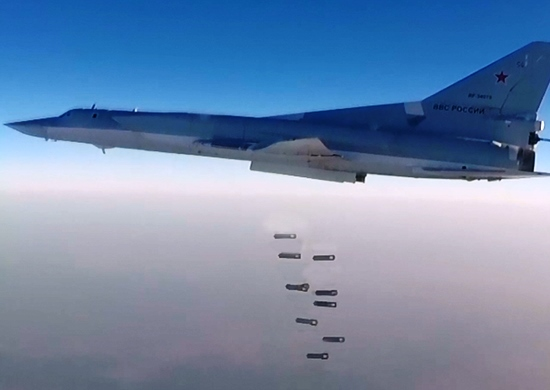
Largage de bombes de 250 kg par un Tu-22M en 2016 au-dessus de la Syrie.

La première utilisation stratégique d'un bombardement remonte en Europe à la bataille de Castillon (17 juillet 1453) où sous le ordres de Jean Bureau, la bataille a intégré dès le départ un bombardement massif dans une position favorable (300 canons, commandés par 700 manœuvriers) de l'attaque anglaise avant que dans un second temps, la cavalerie bretonne, initialement cachée, ne vienne parachever le carnage (4 000 morts, blessés et prisonniers, contre une centaine pour les forces françaises). Cette tactique a été mise au point par les frères Bureau (Jean et Gaspard, respectivement Trésorier général de France et Maître de l'artillerie), roturiers, mais hommes de confiance du roi Louis XI. Cette bataille met fin de facto à la guerre de Cent Ans, seule Calais reste occupée par la suite.

### Grandes guerres
Certains bombardements (en particulier aériens) sont restés célèbres par le nombre de leurs victimes civiles ou pour leur portée symbolique, dont :
- en Europe : Guernica, Blitz sur l'Angleterre, Hambourg, Dresde ;
- en Asie : Shanghai, Guangzhou, Chongqing, Tokyo, Hiroshima et Nagasaki (les deux seuls bombardements atomiques de l'Histoire).